# 展茅街道
展茅街道是浙江省舟山市普陀区下属的一个街道办事处，驻地大展是普陀区境内最大的自然村。陆地面积为33.45平方公里，人口约2.2万人。境内有深水港-螺门港。

## 行政区划
2008年，展茅街道辖有6个行政村(螺门、横街、沙井、茅洋、大展和黄杨尖)以及6个渔农村新型社区。
展茅街道原为展茅镇，2007年10月改为街道办事处。

## 经济
该镇经济以渔业为主。